# 謝在全
謝在全（1944年1月20日—），台灣法律學者，東吳大學法學院講座教授。曾任中華民國司法院副院長兼任代理院長、司法院大法官。
謝在全是由實務界出身的大法官，亦是台灣法學界知名的民法物權學者，著有《民法物權論》三冊，並為最近數年法務部民法物權編修正草案的主要領導人。

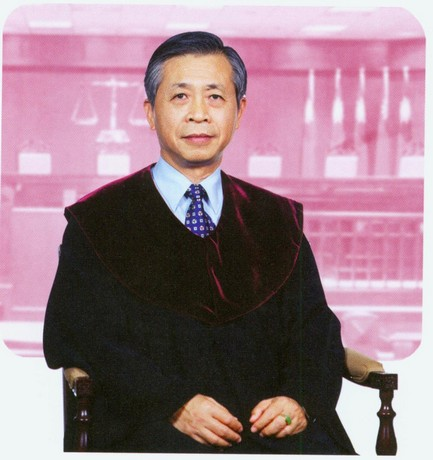
攝於大法官任內

2007年10月1日出任司法院副院長。2010年7月18日司法院院長賴英照請辭獲准，謝在全代理司法院院長。退休後擔任東吳大學法學院講座教授。

## 荣誉

### 中华民国勋章奖章
- 一等景星勋章（2010年11月9日于总统府獲得颁授[3]）